# Andinodelphys
Andinodelphys — вимерлий рід несумчастих стеблових метатерій.

## Подробиці
Разом з Pucadelphys і Mayulestes, це найдавніший відомий південноамериканський метатерій. Він найкраще відомий за п’ятьма майже повними черепами та пов’язаними з ними скелетами, усі з Тіупампи в Болівії. Він найбільш схожий на Pucadelphys, і було запропоновано кладу Pucadelphydae, що містить два роди. Ймовірно, це була стадна тварина, і знахідка шести зчленованих і змішаних скелетів була використана як доказ соціальної поведінки, присутньої у базальних метатерій.